# フラッシュポイント (DCコミックス)
「フラッシュポイント」（"Flashpoint"）は、DCコミックスより出版されたコミックスのクロスオーバーストーリーアークであり、2011年5月より同名のリミテッドシリーズと複数のタイイン誌で描かれた。本編となるリミテッドシリーズは脚本をジェフ・ジョーンズ、作画をアンディ・キューバートが担当した。このストーリーの結末により、DCユニバースのステイタス・クオーは根本的に変更され、DCの全タイトルはNEW52の下に仕切り直された。
フラッシュポイントではスーパーマンが政府に監禁され、トーマス・ウェインがバットマンとして活動し、サイボーグが世界の代表的なヒーローとなっている別世界が舞台が描かれ、元のDCユニバースとの変化に気づいているのはバリー・アレン、キッド・フラッシュ、ブースターゴールドといった一部のキャラクターのみとなっている。
「フラッシュポイント」は全5号のリミテッドシリーズが発売された他、『ブースターゴールド』誌とクロスオーバーし、さらには各3号のミニシリーズが16誌、ワンショットが4誌出版された。DCは『フラッシュ』の最終第13号が2011年5月25日発売と発表していたが後に撤回され、第12号で終了となった。

## プロット
バリー・アレンが目覚めると世界の全てが変貌していた。シチズン・コールドはセントラル・シティで最高のヒーローとなり、バリーの母のノラは生存、父のヘンリーは3年前に死亡、そしてフラッシュ、ジャスティス・リーグ、スーパーマンの存在は無くなっていた。ゴッサム・シティではバットマンが犯罪者をビルの上から投げ捨てたが、サイボーグが阻止した。サイボーグとバットマンを含むヒーローたちはアクアマン率いるアトランティスとワンダーウーマン率いるアマゾンが戦争を起こし、アトランティスの攻撃によって西ヨーロッパ（アマゾンが征服したブリテン諸島を除く）は水没し、そしてアメリカ合衆国も存亡の危機を迎えていることを議論した。ヒーローたちは解決策を見つけるために協力することができず、会議は解散となった。バリー・アレンがバットケイブを訪れるとバットマンは彼を攻撃し、そしてその正体はトーマス・ウェインであり、この世界では彼の息子のブルースは妻と共に死亡していたことが明らかとなる。
水没したパリでは海賊船船長のデスストロークが娘を探していた。そこへアトランティス皇帝とのアクアマンが現れ、デスストロークとその船員たち（ソナー、アイシクル、クレイフェイス）を襲った。戻ってウェイン・マナーでは、バリーはトーマスに自分の正体とブルースとの関係について説明していた。バリーの記憶は次第にこの世界のものと書き換えられ始め、この世界が別次元ではなくオルタネイト・リアリティであることを認識する。バリーのリングからはプロフェッサー・イオバード・"ズーム"・ソーンのリバース・フラッシュの衣裳が出現し、バリーは歴史を改変した者がソーンであると考える。バリーはソーンが改変した世界を元に戻すために自分が力を得た事故の再現を試みるが、1度目は失敗し、全身に酷い火傷を負う。
ロンドンではスティーブ・トレバーがロイス・レーン用のランデブーで待機していたが、ワンダーウーマンとアマゾン軍の攻撃を受ける。彼女は真実の投げ縄でトレバーを捕まえ、尋問を始める。彼はレーンはサイボーグの依頼によってアマゾンの情報を集めており、自分は彼女を回収するためにニューセミッシラに送られてきたことを説明する。アメリカ合衆国大統領はトレバーの信号が途絶えており、雇ったヒーローの中に裏切り者がいる可能性があることをサイボーグに伝える。エレメントウーマンが基地に現れたちょうどその時、サイボーグは任務から外される。一方でニューセミッシラでレーンは現地レジスタンスと遭遇する。
バリーは2度目の事故の再現によりフラッシュのパワーを取り戻し、超回復力で傷を癒した。彼はリバース・フラッシュがジャスティス・リーグ結成を阻止するために歴史を変えたものであると結論づけている。また彼はカル＝エルが「プロジェクト: スーパーマン」によって囚えられていることを知る。フラッシュとバットマンはサイボーグと合流し、ワンダーウーマンとアクアマンに対抗する戦力を集め始める。3人はまずスーパーマンを加えるためにニューメトロポリスの地下施設に潜入するが、そこで発見された彼は人間とは隔離され、青白い肌をしていた。脱出後にスーパーマンは1人で空を飛んで逃亡し、3人は警備兵との戦いの後にエレメントウーマンによって救出される。フラッシュの記憶は変化を続ける。
大統領はサイボーグ主導による世界のスーパーヒーローの統一の失敗を発表し、合衆国がアトランティス＝アマゾン戦争に介入することを宣言する。フラッシュ、バットマン、サイボーグ、エレメントウーマンはマーベル・ファミリーの助けを求めて彼らの家に現れ、バットマンはフラッシュの記憶の変化を防ぐためにビリーに雷の力を使わせる。一同は米軍機の編隊がイングランドでアマゾンの見えない空軍によって迎撃されたニュースを耳にする。その最初の犠牲者はハル・ジョーダンであり、そしてさらにアトランティスが創り出した大津波がニューセミッシラを脅かしていた。フラッシュはソーンを阻止することに失敗すればこの世界は滅亡すると言う。一度は協力を拒んだバットマンであったが、グループがニューセミッシラに出発する直前に同行を決意する。道中でさらにエンチャントレスが彼らに加わる。フラッシュのチームが到着する直前までワンダーウーマンとアクアマンの軍団が戦いを繰り広げていた。
到着するとマーベル・ファミリーはキャプテン・サンダーに変身し、ワンダーウーマンに攻撃を仕掛けた。だがアマゾンのスパイとしてレジスタンスに潜入していた身であったことを明かしたエンチャントレスの魔法によりキャプテン・サンダーは変身を解除され、ビリー・バットソンはペンテシレイアによって殺害される。
戦地で倒れるフラッシュの前にソーンが現れる。ソーンことリバース・フラッシュは、このフラッシュポイントの時間線はバリーが自分の母親が殺害されるのを阻止したために生まれたものであることを彼に明かす。バリーは過去へと戻ってスピードフォースをソーンにぶつけ、その衝撃で歴史が変わってしまったのだ。ソーンは高速振動でバリーの脳を揺さぶり、その記憶を蘇らせる。ソーンによると彼は歴史改変の際に因果律から外れた存在になったため、過去のバリーを殺害しても影響を受けなくなっていた。ソーンはバリーを痛めつけ続けたが、バットマンに背後から剣で刺されて死亡する。なおも戦闘は続き、エンチャントレスがレジスタンスを圧倒していたところ、スーパーマンが彼女を踏み潰す形で到着し、ヒーロー軍に加勢した。サイボーグは地球ごと爆弾がブリテン島周辺に仕掛けられていることを探知する。瀕死のバットマンは数百万の死者を元に戻すために歴史を修正するようにバリーに言い、そして息子宛の手紙を渡す。そしてバリーは母親に会いに行き、涙ながらに別れを告げる。
時間流に飛び込んだバリーは、ソーンを止めようとする過去の自分自身ともみ合いになる。時間移動の際、バリーはDC（ニューアース）、ヴァーティゴ（アース13）、ワイルドストーム（アース50）という3つの時間線を認識する。謎のフードの女性（後にパンドラと判明）は世界はかつてある驚異のために3つの時間線に分割され、現在再び統合しなければならないとバリーに説明する。DC、ヴァーティゴ、ワイルドストームの世界は融合し、新しいDCユニバースが誕生する。その後、バリーは別の時間線の記憶を保持したまま目を覚ます。事件が全て解決したと信じるバリーはこの時間線のブルースに会うためバットケイブを訪れる。バリーは事の顛末を説明してトーマスからの手紙を渡すと、涙を流したブルースは彼に感謝の言葉を告げた。

## 出版タイトル一覧
- プレリュード
  - Time Masters: Vanishing Point #1-6
  - The Flash #8-12

- メインシリーズ
  - Flashpoint #1-5

- クロスオーバー
  - Booster Gold #44-47

- ミニシリーズ: いくつかのタイイン・ミニシリーズはDCの「The Source」ブログ[2]とクリエイティブチームにより2011年3月に発表された[11]。
  - バットマン: Whatever Happened to Gotham City?
    - Flashpoint: Batman Knight of Vengeance #1-3、脚本: ブライアン・アザレロ（英語版）、作画: エドゥアルド・リッソ（英語版）
    - Flashpoint: Deadman and the Flying Graysons #1-3、脚本: JT・クルル（英語版）、作画: マイク・ジャニン、カバー: クリフ・チェン（英語版）

  - ヴィラン: Whatever Happened to the World’s Greatest Super Villains?
    - Flashpoint: Citizen Cold #1-3、脚本・作画:: スコット ・コリンズ（英語版）
    - Flashpoint: Deathstroke & the Curse of the Ravager #1-3、脚本: ジミー・パルミオッティ（英語版）、作画: ジョー・ベネット（英語版）&ジョン・デル
    - Flashpoint: Legion of Doom #1-3、脚本: アダム・グラス、作画: ロデニー・ブシェミ&ホセ・マーザン、カバー: ミゲル・セプルベダ
    - Flashpoint: The Outsider #1-3、脚本: ジェームズ・ロビンソン、作画: ジャヴィ・フェルナンデス、カバー: ケヴィン・ノーラン

  - グリーンランタン/スーパーマン: Whatever Happened to the Aliens?
    - Flashpoint: Abin Sur - The Green Lantern #1-3、脚本: アダム・スクラグマン、作画: フェリペ・マサフェラ
    - Flashpoint: Project: Superman #1-3、作画: スコット・スナイダー&ローウェル・フランシス、作画:　ジーン・ハー（英語版）.

  - Whatever Happened to Science & Magic?
    - Flashpoint: Frankenstein & the Creatures of the Unknown #1-3、脚本: ジェフ・レミア（英語版）、作画: イブラム・ロバーソン、カバー: ダグ・マーンキ（英語版）[12]
    - Flashpoint: Secret Seven #1-3、作画: ピーター・ミリガン、作画: ジョージ・ペレス&スコット・コブリッシュ

  - Whatever Happened to Europe?
    - Flashpoint: Emperor Aquaman #1-3、脚本: トニー・ベダルド（英語版）、作画: アルディアン・シャフ（英語版）&ヴィンセント・シフエント
    - Flashpoint: Wonder Woman and the Furies #1-3、脚本: ダン・アブネット&アンディ・ランニング、作画: スコット・クラーク（英語版）&デヴィッド・ビーティ、カバー:  エド・ベネス（英語版）[13]
    - Flashpoint: Lois Lane and the Resistance #1-3、脚本: ダン・アブネット&アンディ・ランニング、作画: エディ・ヌニェス&サンドラ・ホープ[13]

  - Everything You Know Will Change in a Flash
    - Flashpoint: Kid Flash Lost #1-3、脚本: スターリング・ゲイツ（英語版）、作画: オリヴァー・ノーム、カバー:  フランシス・マナプール（英語版）
    - Flashpoint: The World of Flashpoint #1-3、脚本: レックス・オグル、作画: パウロ・シケイラ、カバー: シェーン・デイビス（英語版）&ブレット・ブース

  - He Never Got the Ring
    - Flashpoint: Hal Jordan #1-3、脚本: アダム・スクラグマン、作画: ベン・オリヴァー（英語版）、カバー: ラグス・モラレス（英語版）

- ワンショット
  - Flashpoint: Grodd of War #1、脚本: シェーン・ライアン、作画: アグ・ガウラ、カバー: フランシス・マナプール
  - Flashpoint: Reverse-Flash #1、脚本: スコット・コリンズ、作画: ジョエル・ゴメス、カバー: アルディアン・シャフ&ヴィンセント・シフエント
  - Flashpoint: Green Arrow Industries #1、脚本: Pornsak Pichetshote、作画: Mark Castiello、カバー: Viktor Kalvachev
  - Flashpoint: The Canterbury Cricket #1、脚本: マイク・カーリン、作画・カバー: ラグス・モラレス

## コレクテッド・エディション
シリーズはいくつかのトレードペーパーバックでまとめられた:
| タイトル                                                    | 収録内容 | ページ数 | 発売日        | ISBN          |
| ----------------------------------------------------------- | --- | -------- | ------------- | ------------- |
| Flashpoint (ハードカバー)                                   | Flashpoint #1-5 | 176      | 2012年3月13日 | 1-4012-3338-4 |
| Flashpoint (ソフトカバー)                                   | Flashpoint #1-5 | 176      | 2011年10月    | 1-4012-3337-6 |
| Flashpoint: The World of Flashpoint Featuring The Flash     | Grodd Of War #1 Kid Flash Lost #1-3 Legion Of Doom #1-3 Reverse Flash #1 Citizen Cold #1-3                                            | 256      | 2012年3月     | 1-4012-3408-9 |
| Flashpoint: The World of Flashpoint Featuring Wonder Woman  | Emperor Aquaman #1-3 Outsider #1-3 Lois Lane And The Resistance #1-3 Wonder Woman and The Furies #1-3                                 | 272      | 2012年3月     | 1-4012-3410-0 |
| Flashpoint: The World of Flashpoint Featuring Superman      | World Of Flashpoint #1-3 Booster Gold #44-47 The Canterbury Cricket #1 Project Superman #1-3                                          | 256      | 2012年3月     | 1-4012-3434-8 |
| Flashpoint: The World of Flashpoint Featuring Batman        | Batman: Knight Of Vengeance #1-3 Deadman And The Flying Graysons #1-3 Deathstroke And The Curse Of The Ravager #1-3 Secret Seven #1-3 | 272      | 2012年3月     | 1-4012-3405-4 |
| Flashpoint: The World of Flashpoint Featuring Green Lantern | Hal Jordan #1-3 Abin Sur - The Green Lantern #1-3 Frankenstein And The Creatures Of The Unknown #1-3 Green Arrow Industries #1        | 224      | 2012年3月     | 1-4012-3406-2 |

またプレリュードタイトルも以下のトレードペーパーバックに収録された:
| タイトル                                   | 収録内容                           | ページ数 | 発売日     | ISBN          |
| ------------------------------------------ | ---------------------------------- | -------- | ---------- | ------------- |
| The Flash Volume 2: The Road to Flashpoint | The Flash vol. 3 #8-12             | 128      | 2011年10月 | 1-4012-3279-5 |
| Time Masters: Vanishing Point              | Time Masters: Vanishing Point #1-6 | 144      | 2011年4月  | 1-4012-3047-4 |

### 日本語版
日本語版はいずれもヴィレッジブックスより発売された:
| タイトル                       | 収録内容                                                                    | 翻訳                | ページ数 | 発売日        | ISBN           |
| ------------------------------ | --------------------------------------------------------------------------- | ------------------- | -------- | ------------- | -------------- |
| フラッシュポイント             | Flashpoint #1-5                                                             | 秋友克也            | 176      | 2012年5月19日 | 978-4863323841 |
| フラッシュポイント: バットマン | Batman: Knight Of Vengeance #1-3 Project Superman #1-3 Emperor Aquaman #1-3 | 石川裕人 御代しおり | 208      | 2012年9月13日 | 978-4864910071 |

## 他のメディア
- バットマンを再演するケヴィン・コンロイのインタビューによりDCユニバース・アニメイテッド・オリジナル・ムービーズ（英語版）での映像化が明らかとなり[14]、2013年7月に『Justice League: The Flashpoint Paradox』の題で発売された[15]。

- テレビゲーム『インジャスティス:神々の激突』ではフラッシュポイント版のバットマン、アクアマン、ワンダーウーマン、デスストロークの衣裳がダウンロードコンテンツとして利用可能である。

- テレビドラマ『THE FLASH/フラッシュ』の第1シーズン第7話「Power Outage」ではマイケル・レベンター演じるファルーク/ブラックアウトが登場する。フラッシュ役のグラント・ガスティンは本ストーリーラインからの要素が見られることを示唆している[16][17]。